# Angono (miasto)
Angono – miasto na Filipinach w regionie CALABARZON, na wyspie Luzon.
W 2010 roku liczyło 102 407 mieszkańców.